# Bahnhof Willesden Junction

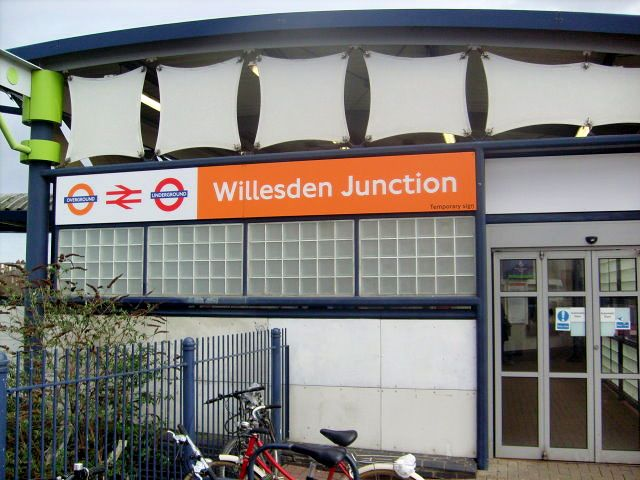
Bahnhofsgebäude

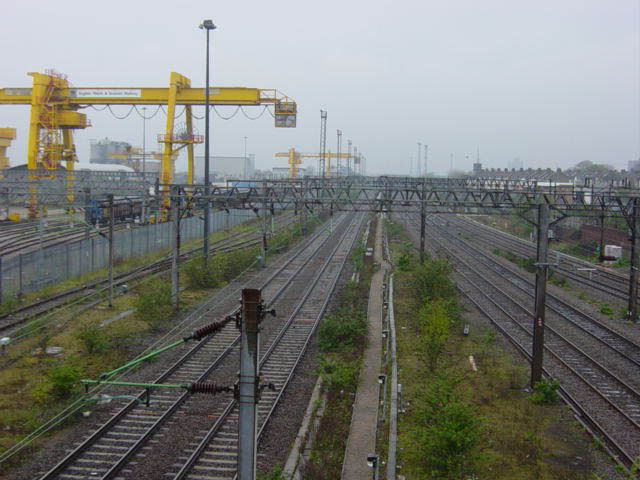
Blick in nördliche Richtung

Willesden Junction ist ein Bahnhof im Stadtbezirk London Borough of Brent. Er befindet sich in den Tarifzonen 2 und 3 an der Tubbs Road. Im Jahr 2014 nutzten 4,50 Millionen U-Bahn-Fahrgäste den Bahnhof, hinzu kommen 3,964 Millionen Fahrgäste der Eisenbahn.

## Anlage
Der Turmbahnhof besitzt Bahnsteige auf zwei verschiedenen Ebenen. Auf der oberen Ebene befinden sich die Bahnsteige 4 und 5. Hier verläuft die North London Line, eine Halbringlinie, die zwischen Richmond und Stratford die Innenstadt nördlich umfährt. Willesden Junction ist auch Ausgangspunkt der West London Line über Kensington (Olympia) nach Clapham Junction. Beide Strecken gehören zum Netz von London Overground.
Auf der unteren Ebene, welche die obere fast rechtwinklig kreuzt, befinden sich die Bahnsteige 1 bis 3. Dieser Bahnhofteil wird einerseits von Overground-Vorortzügen zwischen London Euston und Watford Junction bedient (Watford DC Line), andererseits von der Bakerloo Line der London Underground. Einige Bakerloo-Züge wenden in Willesden Junction, anstatt bis nach Harrow & Wealdstone weiterzufahren.

## Geschichte

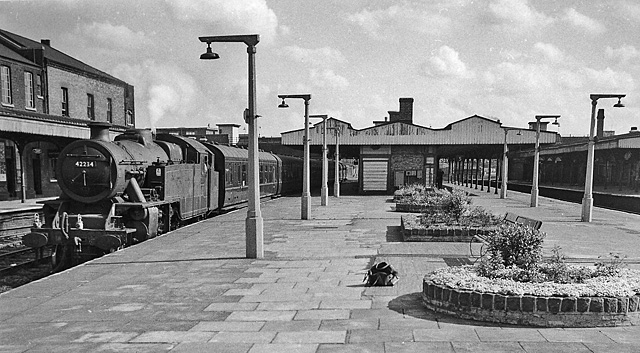
Der Bahnhof im Jahr 1962

Ab 1837 fuhren hier Züge der London and Birmingham Railway auf der West Coast Main Line ohne Halt durch. Die Nachfolgegesellschaft London and North Western Railway (LNWR) eröffnete am 1. September 1866 an der bestehenden Strecke den Bahnhof. Im Jahr 1869 folgte die North London Line. Die LNWR nahm am 15. Juni 1912 den elektrischen Vorortverkehr auf der parallel verlaufenden Watford DC Line auf. Züge der Bakerloo Line erreichten Willesden Junction erstmals am 10. Mai 1915, knapp zwei Jahre später fuhren diese weiter in Richtung Watford.
Die Fernbahnsteige an der West Coast Main Line baute man 1962 bei der Elektrifizierung der Strecke ab, um eine Streckenführung mit einem größeren Radius zu ermöglichen. Jedoch steht eine Reaktivierung der Bahnsteige zur Diskussion, bei der möglicherweise Umbauten an der höheren Ebene – den North London Line-Bahnsteigen – notwendig wären.